# Tupoljev Tu-155
Tupoljev Tu-155 je bilo sovjetsko reaktivno eksperimentalno letalo, ki se je uporabljo za raziskovanje uporabe alternativnih goriv. Tu-155 je zasnovan na podlagi trimotornega potniškega Tu-154. Tu-155 je bil prvo letalo, ki je uporabljalo tekoči vodik za gorivo, kasneje so na letalu testirali tudi utekočinjen zemeljski plin kot gorivo.